# Le Diable dans la boîte (Hellboy)
Pour l’article homonyme, voir Le Diable dans la boîte.
Le Diable dans la boîte (Box Full of Evil) est une histoire de la série de comics Hellboy et son cinquième tome publié aux éditions Delcourt

## Synopsis
Hellboy et Abe Sapien ont affaire à Ualac, un démon mineur des Enfers, emprisonné à l'intérieur d'une boîte par St Dunstan et qui vient d'être libéré par un couple de vieux satanistes aidé par Igor Bromhead.
Ualac est alors contraint de conseiller Bromhead sur la façon de contrôler Hellboy en invoquant son nom secret. Cette aide ne s'avère être qu'une nouvelle manipulation lui permettant de s'approprier la Couronne de l'Apocalypse.

## Commentaires
- Le recueil est complété par les couvertures originales et un carnet de croquis.

## Publication
- Hellboy: Box Full of Evil #1-2, août-septembre 1999
- Dark Horse (recueil The Right Hand of Doom), 2003
- Delcourt (collection « Contrebande »), 1999